# 조재환 (1949년)
조재환(趙在煥, 1949년 1월 11일 ~  )은 대한민국의 정치인이다. 제16대 국회의원을 지냈다. 본관은 옥천이며, 전라남도 순천 출신이다. 2000년 제16대 총선에서 새천년민주당 전국구 후보로 당선되었다. 후에 열린 제17대 총선에서 서울 강서구 갑 선거구에 출마하나 낙선하였다.

## 학력
- 경기대학교 법학과 학사
- 연세대학교 행정대학원 행정학 석사

## 경력
- 신민당ㆍ민주당 조직국장
- 김대중 총재 보좌역
- 새정치국민회의 사무부총장
- 새정치국민회의 총재권한대행 비서실장
- 대통령직인수위원회 행정부실장
- 새천년민주당 사무부총장
- 제2건국위원회 기획단부단장
- 새천년민주당 직능위원장
- 새천년민주당 중앙연수원장
- 국회 정무위원회 민주당 간사, 원내부총무
- 한국실업유도연맹 회장
- 민주당 사무총장
- 제16대 국회의원
- 열린우리당 지방자치행정특보위원(2006년 1월 ~ 2006년 3월)
- 대한민국헌정회 추모공원특별위원장

## 역대 선거 결과
|  | 29.2% |

|  | 35.9% |

|  | 10.80% |

## 가족 관계
- 어머니 (1919년 ~ 2007년 11월 11일)
- 배우자 : 김혜선
  - 아들  : 조익신, 조익범  
    - 며느리 : 정승아